# 鉄道車両の歴史
鉄道車両の歴史（てつどうしゃりょうのれきし）では、鉄道車両の発展の歴史について説明する。

## 鉄道車両のはじまり
世界で初めてレールの上を走る車両が用いられたのは、16世紀のドイツの鉱山においてであるとされている。トロッコのような車両が手押しまたは家畜の力での貨物輸送に用いられていた。レールと車輪は木製であった。
この技術はイギリスに渡り、やはり鉱山での輸送用に用いられて次第に改良が行われていった。1738年にカンバーランドにおいて初めて鋳鉄を利用したレールが発明された。ただし木材の上に薄い鉄を貼り付けただけのもので、また磨耗しやすいカーブなど一部の区間にだけ用いられていた。1750年代になるとすべての区間で鋳鉄を貼り付けたレールを用いることが一般化し、1767年にコールブルックデールの製鉄所技師であったリチャード・レイノルズが木材基盤ではなくすべてを鋳鉄で作ったレールの生産を開始した。この時初めて脱線を防ぐ目的でフランジが使われたが、車輪ではなくレールの側にフランジがついていた。レールの両側につばが取り付けられて車輪の脱落を防いでいたが、車輪とレールがきしみあってうまく走行できず、雨水や落ち葉などが溝に溜まるという問題もあった。1776年にベンジャミン・カーがこれを改善して、片方のつばを取り除いたL字形のレールを発明した。
1789年に土木技師のウィリアム・ジェソップが、レールの上面は平らにし車輪側にフランジを取り付けた、現代でも用いられている形式を発明した。これにより列車の走行は安定して行えるようになった。
この時期の鉄道は、まだ機械力による動力がなかったため、主に馬が牽引する馬車鉄道であり、鉱山の貨物輸送などごく一部の輸送手段に留まっていた。

## 蒸気機関車の発明
17世紀の終わり頃から蒸気機関に関するアイデアが出され始め、1698年にイギリスのトーマス・セイヴァリによって初めての蒸気機関である、蒸気圧による揚水機械の特許が取得された。さらに鉱山の排水用として、やはりイギリスのトーマス・ニューコメンにより1712年に初めて実用になる蒸気機関が発明された。この蒸気機関はまだ効率が悪かったため、改良が進められてジェームズ・ワットにより1769年に新方式の蒸気機関が開発された。このワットが改良した蒸気機関がその後広く普及して、産業革命を推し進めていく原動力となった。
蒸気機関を用いて車両を動かそうとするアイデアは古くからあり、フランスのニコラ＝ジョゼフ・キュニョーがキュニョーの砲車と呼ばれる蒸気機関で走る自動車を1769年に作って実際に走行させた。また、ワットの助手であったウィリアム・マードックも蒸気自動車の開発を行い、1785年には特許を取得しようとしているが、既に成功して保守的となったワットに妨害されて断念している。
マードックとも関係のあった機械技術者のリチャード・トレビシックは、やはり蒸気自動車の開発に取り組み、ある程度の成功を収めた。その後レールの上を走る機関車の製作に取り組み、1号機は使い物にならなかったものの、1804年2月21日、ウェールズのペナデラン (Pen-y-deren) において2号機の走行試験に成功した。これが世界で初めての蒸気機関車であるとされている。シリンダーは水平に置かれてコネクティングロッドにより大きなフライホイールを通じて2軸の車輪を駆動していた。当時の技術的な制約によりシリンダーは1個しか搭載できず、クランクの死点で機関車が止まってしまうと、人力により死点を外れるまで機関車を移動させなければ再発進できなかった。トレビシックは既に2個のシリンダーの位相を90度ずらすことでこの問題を解決するアイデアを考案し、特許も取得している。しかしレールの強度不足や機械工作の精度の問題などにより、まだ蒸気機関車を実用化することはできなかった。

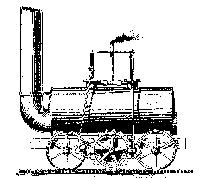
サラマンカ号

1812年に、ジョン・ブレンキンソップが設計しマシュー・マレーが製造した「サラマンカ号」 (Salamanca) では、レールと車輪がスリップしたことがトレビシックの失敗の原因であると考えられて、レールに刻み目をつけて歯車をかみ合わせて前進する、ラック式鉄道となっている。シリンダーは垂直に立てられており、また2個のシリンダーにより死点の問題を解決した初めての機関車であった。90 トンの貨車を牽いて4 マイル毎時で走行することができ、またラックレールにより通常の鉄道では登坂困難な50 パーミルの勾配も15 トンを牽いて登ることができた。この機関車は4両製造され1835年まで実用的に用いられた。
ウィリアム・ヘドリーは、さらに実験を行って、当初のトレビシックの機関車のように歯車のない粘着運転でも通常の走行には十分であることを立証した。1813年に彼は「パッフィング・ビリー号」 (Puffing Billy) を製作して走らせた。「サラマンカ号」では前後に2つ並んでいたシリンダーは、「パッフィング・ビリー号」では左右に2つ並んで、下部のクランクを駆動していた。この形式は見た目がバッタに似ていることから「グラスホッパー型」 (grasshopper) と呼ばれ、初期のアメリカの機関車に多く見られた。
一般に蒸気機関車を実用化したと考えられているのはジョージ・スチーブンソンであり、しばしば蒸気機関車自体の発明者と誤解されている。北イングランドの炭鉱で働いていた彼は、ワットの蒸気機関の操作や改良から始めて、次第に蒸気機関車に手を染めるようになった。キリングワース (Killingworth) の炭鉱での実験では、ピストンの動きを歯車で車輪に伝達する機構は弱いことが分かり、コネクティングロッドで直接車輪を駆動する機構を発明した。また複数の動輪を連結するカップリングロッドも試したが、当時の技術では精度不足で失敗し、チェーン駆動となった。コネクティングロッドで直接車輪を駆動する方式は、その後蒸気機関車の時代の終焉までほとんどの機関車で続けられた定番の方式となった。
スチーブンソンは、息子のロバート・スチーブンソンやその他の関係者と共に、1823年には世界で最初の機関車製造会社、ロバート・スチーブンソン・アンド・カンパニーを設立した。これは、蒸気機関車を利用した本格的な鉄道が開業するよりも前のことである。

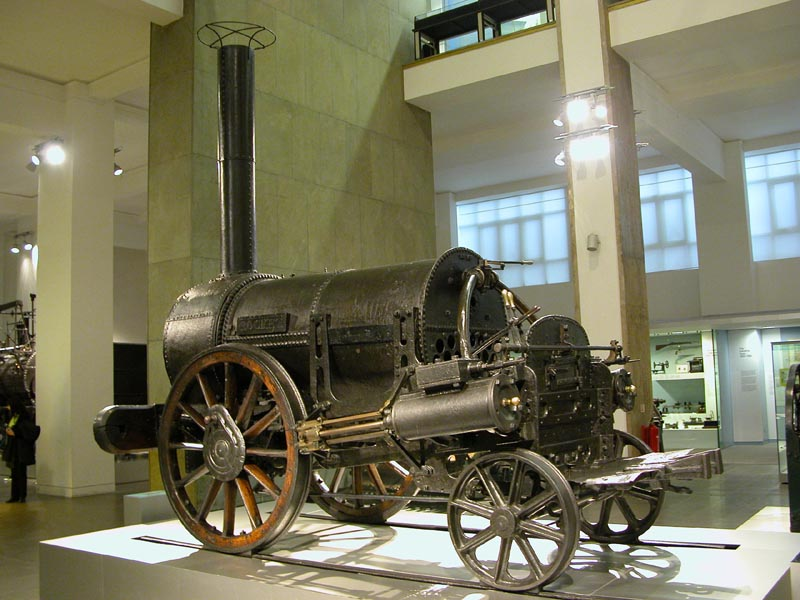
ロケット号

スチーブンソンは、あちこちの炭鉱において蒸気機関車を走らせるようになって有名となった。これにより、世界で初めての蒸気機関車を利用した公共鉄道であるストックトン・アンド・ダーリントン鉄道が1825年に彼の手によって開通した。この鉄道では、鋳鉄のレールに替えて錬鉄のレールが用いられるようになり、これによるレールの強度改善により蒸気機関車は実用的なものとなった。しかしストックトン・アンド・ダーリントン鉄道ではまだ馬車鉄道時代の流儀によって運行されており、ダイヤが定められておらず場当たり的な運行が行われていた。列車を運行したい他者に線路を貸し出すということも行われ、運河に近い形態であった。さらに当初は貨物列車のみが蒸気機関車による運行で、旅客列車は馬による牽引であった。この時に投入された機関車である「ロコモーション号」 (Locomotion) は、初めてカップリングロッドを実用化して、複数の車輪をロッドで連結して駆動する方式となった。
さらにスチーブンソンは蒸気機関車の改良を進め、スプリングをすべての車輪に取り付けて動揺を緩衝するようにした機関車、「エクスペリメント号」 (Experiment) を1827年に送り出した。スプリングによる車体の上下により、垂直に設置したシリンダーは使えなくなり、水平に駆動する方式に戻されている。そして1828年には、初歩的ながら弁装置の駆動を工夫してカットオフの概念が入った「ランカシャー・ウィッチ号」 (Lancashire Witch) を送り出した。
続けてスチーブンソンは、中部イングランドの貿易港リヴァプールと工業都市マンチェスターを結ぶリバプール・アンド・マンチェスター鉄道の建設を行った。1829年10月に、この鉄道で蒸気機関車を採用するか定置式の蒸気機関によるケーブル牽引を採用するかを決定するために、レインヒル・トライアルという機関車コンテストが行われ、スチーブンソンの開発した「ロケット号」が優勝した。この機関車ではさらに、フランスのマーク・セガンが考案したとされる、煙管を多管式にする工夫が行われて、出力が大幅に強化された。これによりリバプール・アンド・マンチェスター鉄道では蒸気機関車の採用が決定され、旅客列車も蒸気機関車が牽引する初めての鉄道が1830年に開通した。運行管理や信号保安の技術も改良されて真に実用的な鉄道となり、産業革命を牽引していくことになった。

## 初期の客車と貨車
炭鉱用のトロッコから出発した貨車は、馬車鉄道用に連結運行ができるようにしたり、簡単な手ブレーキを取り付けたりといった改良が行われていき、蒸気機関車で運行する本格的な鉄道が登場した後も同じような貨車が用いられることになった。
これに対して客車の開発は遅れ、ストックトン・アンド・ダーリントン鉄道の開業記念式典では、ほとんどの乗客は石炭輸送用の貨車に乗っていた。しかし、1両だけ貴賓客を乗せるための特別な車両が造られ、「エクスペリメント号」 (Experiment) と名づけられた。これが世界で最初の客車である。長物車のようなフラットな貨車の上に木造の小屋を載せただけのもので、左右それぞれ3つずつの窓があり、16 - 18人程度の乗客が乗ることができた。スプリングはまだなく、乗り心地はきわめて悪いものであった。
その後も客車の開発は後回しにされ続け、初期の鉄道では馬車に使われていた車両を、車輪もそのままで貨車に載せただけで客車として使用していた。しかしすぐに車輪を取り外して客室のみを貨車に載せる方式に移行した。このため、各車室ごとに外に出るドアが取り付けられており、車内での行き来は全くできなかった。御者が座るための客室外の席もそのまま残されており、車掌はこの席に座って乗務していた。

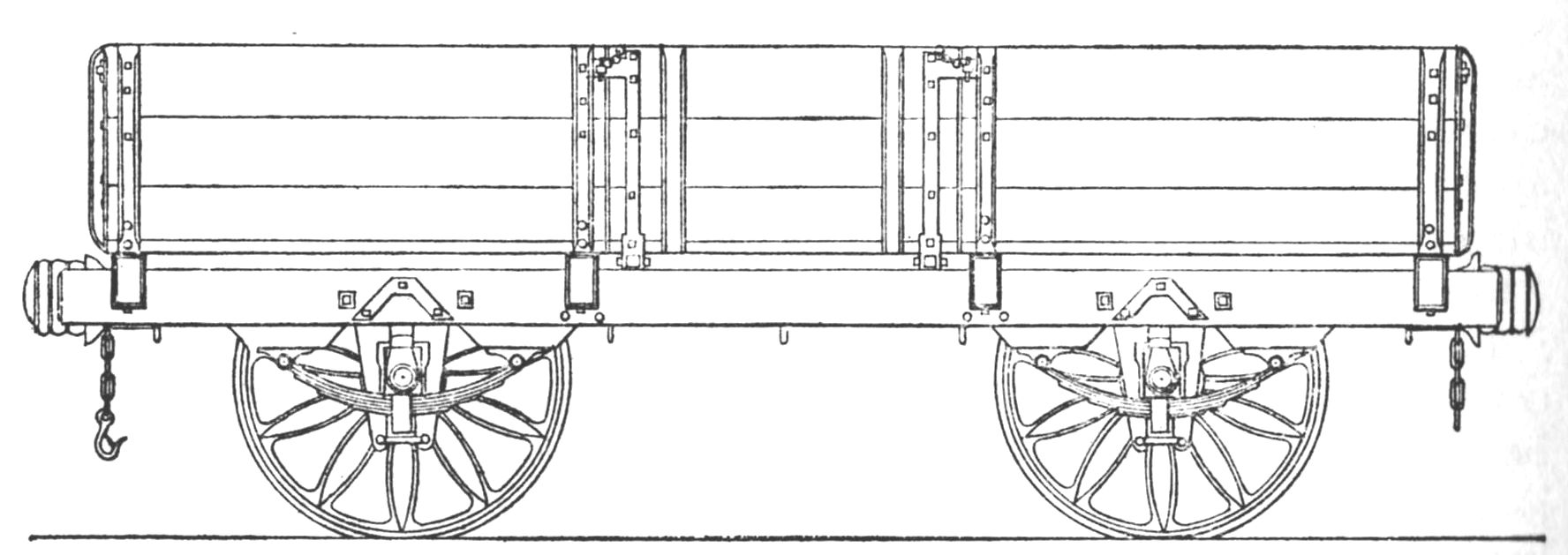
グレート・ウェスタン鉄道の初期の「客車」

リバプール・アンド・マンチェスター鉄道開業の頃の客車は、一等車は前述したような馬車の客室を利用した構造であった。これに対して二等車は、無蓋貨車の上にベンチを並べて、申し訳程度に覆いをつけて風雨を凌げるなど、現在のトロッコ車輌に類似したようになっていた。三等車になると、単なる貨車がそのまま用いられており、座席も用意されなければテント程度の屋根すら付いていなかった。初期の鉄道では信号システムの未発達から事故が多発していたが、万一事故の際には三等車に乗っている客はたちまち車外に放り出されて死傷する運命にあった。
こうした状況を改善するために、イギリスでは1844年鉄道規制法が制定された。この法律では、屋根と座席のある三等車を連結したすべての駅に停車する列車を、すべての路線において毎日上下最低1本ずつ運転することを鉄道会社に対して義務付けていた。また運賃や運転速度についても一定の水準を満たすように規制していた。これと引き換えに三等車の収入については税金を免除されたが、鉄道会社は二等車の客が三等車に転移するとして不満であり、嫌々ながらこの規制を受け入れることになった。こうして設定された屋根・座席付きの三等車を連結した列車は議会列車と呼ばれ、当初は早朝や深夜の、他の列車が線路を使わない時間帯に1日1本だけ走っていたが、やがて鉄道会社間の競争によりこの三等車は一般的なものとなっていった。

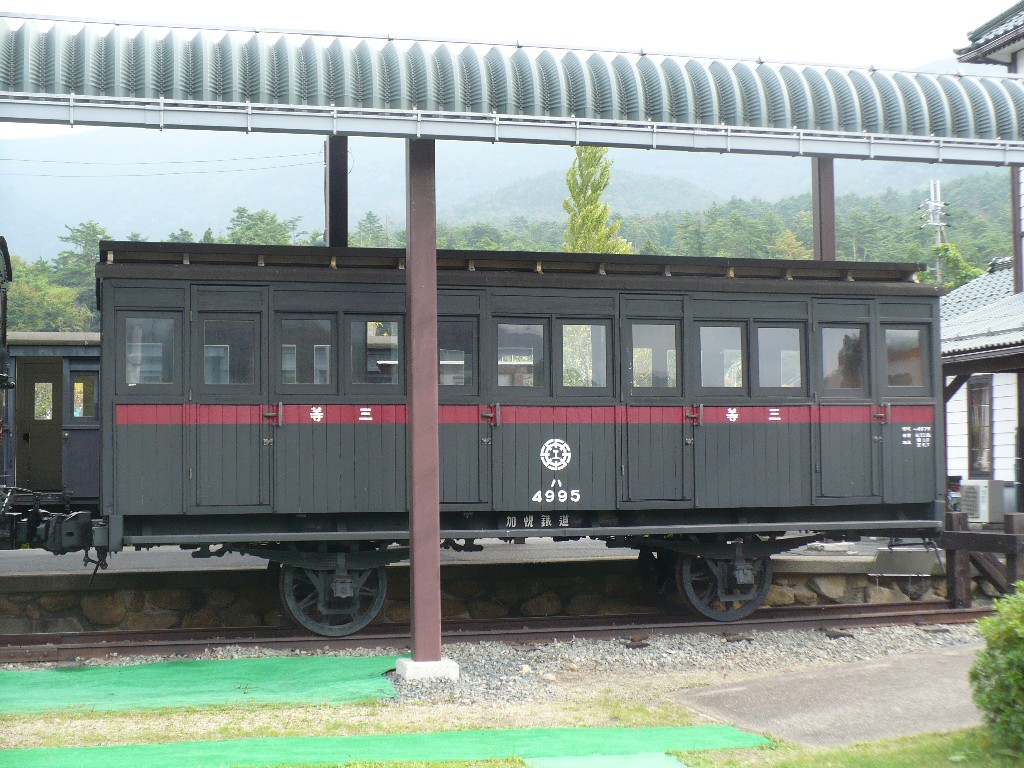
初期の客車の特徴をよく残している、加悦SL広場に保存されている客車、外開きの扉、車内の通路がなく座席1列ごとに扉がある。

このようにヨーロッパでは馬車の車体を基本として鉄道の客車が開発されたため、その後の発展においても馬車の流儀が適用された。より車体の長い客車が開発されても、それは単に馬車の客室を前後にいくつか連結しただけのものであり、車内での客室間の行き来は考慮されていなかった。両側のドア1組に付き、前後に向かい合わせの座席が設置され、それぞれ3人程度が座るようになっていた。客車の床は高い位置にありプラットホームは低かったので大きな段差が生じ、車体の脇には乗り込むのを助けるステップが全長に渡って設置された（イギリスは例外的にホームが客車ドアとほぼ同じだった）。馬車と同様に、屋根の上に荷物を載せていたが、蒸気機関車から飛ぶ火の粉によって炎上するといった事故がたびたび起きていた。
客室間の車内での連絡ができない客車は、走行中に密室となるという問題を抱えていた。フランスで1860年に、イギリスで1864年に、相次いで客室内で殺人事件が発生し、終着駅で被害者の死体が発見されるという事態になり、社会的な不安を巻き起こした。旅行者は見知らぬ他人と同室になることを恐れ、特に女性の一人旅は若い男性と同室しないように注意が払われるようになった。後述するように、この頃既にアメリカでは、車端部にドアがあり客室中央に前後方向に通路が通されていてその両側に座席が並ぶ、現代的な客車が使用されるようになっており、それはヨーロッパでも知られていたが、文化的な問題（19世紀当時は欧州にとって米国は後進国と見做されており、後進国の技術を導入することを嫌う関係者が多かった）からかヨーロッパでの導入はなかなか進まなかった。とりあえずの対策として、隣の客室の様子が見える覗き窓が付けられて、1864年の殺人事件の犯人の名前にちなんで「ミューラーの窓」と称されるようになった。スイスの鉄道でこの頃、客室間を移動できるようにする室内のドアが付けられた車両があるが、通行できるようにしたことで客室内の静穏を乱すとの批判があった。やがて、通路を車両の片側に寄せて、その脇に各客室が並んでおり、通路と客室の間はドアで仕切られているタイプのコンパートメントが普及するようになった。ヨーロッパでアメリカ流の中央通路式の客車が普及するのはだいぶ後の時代になってからで、ヨーロッパの客室内の静穏性維持に対する要求の強さを示している。
一方、貨車については当初は鉄道会社ではなく荷主が所有する私有貨車が中心で、最低限の設備があればよいと劣悪な車両が荷主によって購入され、保守も最低限なままに使われていた。こうした劣悪な車両による事故が多発したため貨車の標準化が要求され、一部の鉄道会社では私有貨車の買い上げによる質の向上が図られた。当初はすべて木造であったが、1841年のグレート・ウェスタン鉄道から鉄製の枠組みが用いられるようになった。この頃の貨車は二軸車または三軸車で、全長は5 - 6 m程度、積載重量は二軸車で6 t、三軸車で9 tであった。屋根は幌でできていて、幌馬車隊のようであったという。

## アメリカの鉄道
ヨーロッパにおいてはイギリスが鉄道技術を先導し、大陸ヨーロッパ諸国でもイギリスの技術的な影響の下で鉄道が発展した。これに対してアメリカでは、比較的初期から独自の鉄道技術が発展した。これはアメリカの国土の特徴が影響している。
ヨーロッパでは当時既に産業がかなり発展しており、人口も稠密であった。一方で土地代は人件費に比較して高価であった。建設に要する土地を削減することは、多大な労働力の投入を必要とする大規模土木工事を要してでも必要とされた。このため鉄道の建設は、かなりの資金を投じて土木工事を行い規格のよい立派な線路を最初から敷設した。産業と人口の観点から、それだけの線路を必要とするだけの需要を最初から見込むことができた。イギリスでは、鉄道が開業した当時と同じ路線の上を現代の高速鉄道が走行しているほど、当初から規格のよい線路を造っていた。ヨーロッパの機関車は、この規格のよい線路を走ることを前提に設計されていた。
これに対してアメリカでは広大な大地にまばらに人が住んでおり、要求される鉄道路線は長大であった。1 kmでも長く鉄道を敷設するために建設費用は切り詰められ、地形に沿って急勾配と急曲線が多く、軌道の狂いも大きい線路が敷設されていた。アメリカでは人件費に比べれば、土地代はタダ同然であったということも影響している。当初は木材の基盤の上に鉄を貼り付けたレールがまだ用いられていたほどである。現代のアメリカの鉄道では、重厚に整備された高規格の線路の上を大重量の高速貨物列車が驀進しているが、当初はこれとは全くかけ離れた軽規格の鉄道であった。アメリカの機関車は、この低規格の線路でも安定して走行することが求められた。
アメリカで最初の蒸気機関車は、技術者のホレイショ・アレンがイギリスから購入した「スタウアブリッジ・ライオン」であった。アレンはイギリスに渡って鉄道技術の習得を行い、4両の機関車を発注して帰国した。このうち、フォスター・ラストリック・アンド・カンパニーが納入した機関車が1829年8月8日、アメリカで初めての蒸気機関車の走行を行った。この機関車をデラウェア・アンド・ハドソン鉄道で使用しようとしたが、イギリス製の機関車は重すぎて線路が耐えられず、機関車の利用は断念されることになった。

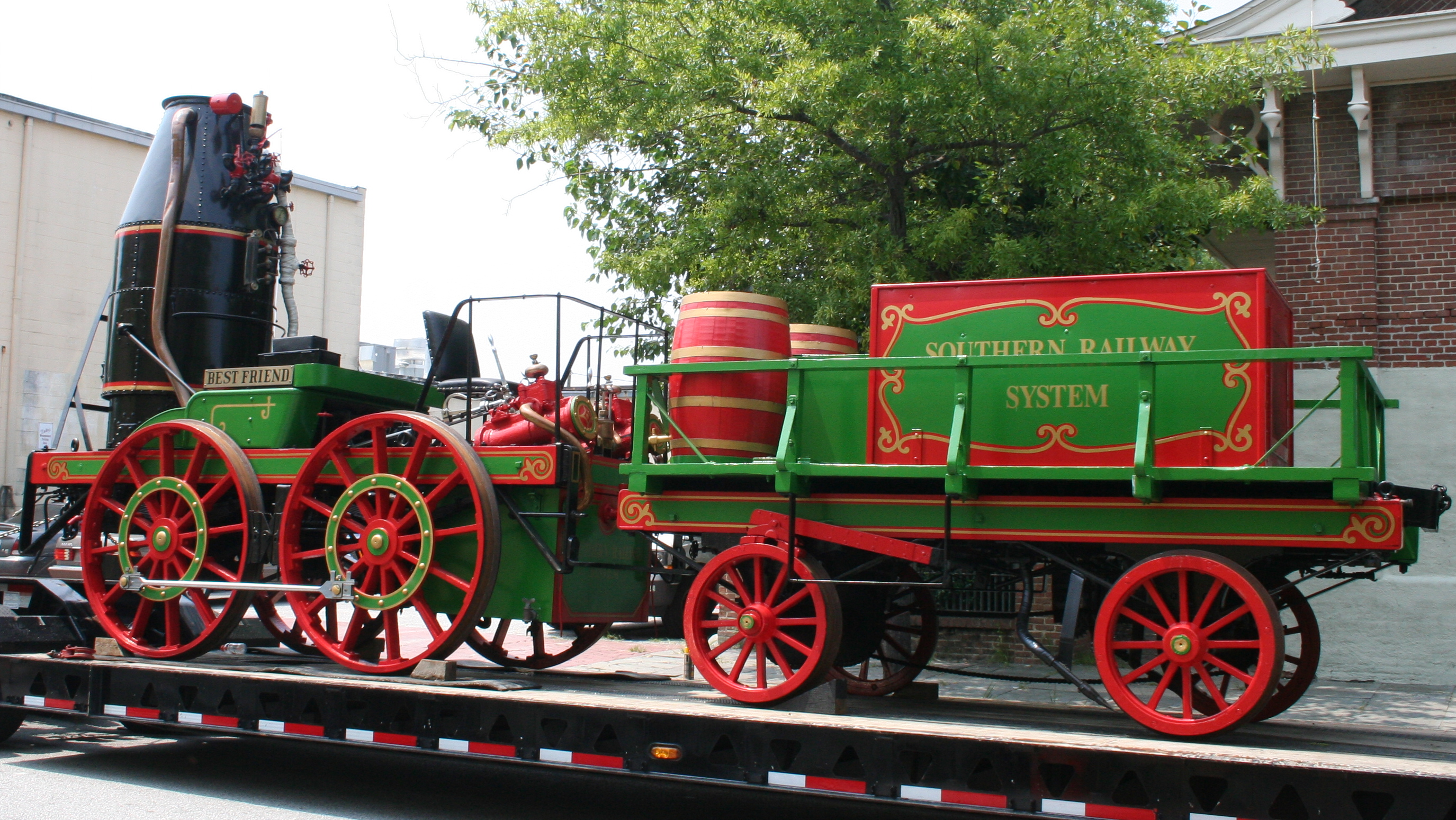
ベスト・フレンド・オブ・チャールストン号のレプリカ (左側)

アレンは続いてサウスカロライナ鉄道の技師長に就任し、アメリカ独自の機関車の製造に取り組んだ。船舶用ボイラーで実績のあったニューヨークのウェストポイント・ファウンドリー社 (West Point Foundry) に発注が行われ、フラットな車両の上に船舶用の縦型ボイラーを載せたような機関車が完成した。1830年に完成したこの車両は「ベスト・フレンド・オブ・チャールストン号」 (Best Friend of Charleston) と名づけられ、11月から試験運転を行い翌1831年1月15日からアメリカで初めての公共用蒸気鉄道として運転が開始された。リバプール・アンド・マンチェスター鉄道から遅れることわずか4か月であった。ただし、縦型のボイラーは車両限界による高さの制限を受けるためあまり増えることなく、ヨーロッパと同じように横型のボイラーを搭載した機関車が発達していった。
イギリスからの機関車の輸入はしばらく続けられた。モホーク・アンド・ハドソン鉄道の技師長、ジョン・ジャービスは、ロバート・スチーブンソン社からプラネット型の7.5 トン機関車を輸入した。しかしイギリス仕様で造られた機関車は重くスプリングも硬く、アメリカの貧弱な線路には適合しなかった。これを改良するために、2軸のボギー台車を取り付けるアイデアが生まれた。このアイデア自体はイギリスで既に存在していたが、イギリスの良好な線路では必要がなく、実現されていなかった。ロバート・スチーブンソンからこのアイデアを教えられたジャービスは、プラネット型の1軸の先輪を2軸の先台車に置き換えることにし、1832年にウェストポイント社製の機関車「ブラザージョナサン号」が完成した。この機関車は、先台車の働きにより重量バランスが改善されてレールに吸い付くように走り、カーブでは先台車が機関車の進む向きを案内するために線路の損傷が減り、機関車の脱線の確率も減少した。この革新はたちまちアメリカの機関車に広まっていった。
カムデン・アンド・アンボイ鉄道の技師長ロバート・スチブンは、イギリス製機関車を改良する時に、線路上に現れる野生動物などの障害を避けるためにカウキャッチャーを取り付けた。カウキャッチャーは19世紀のアメリカの機関車の特徴となった。

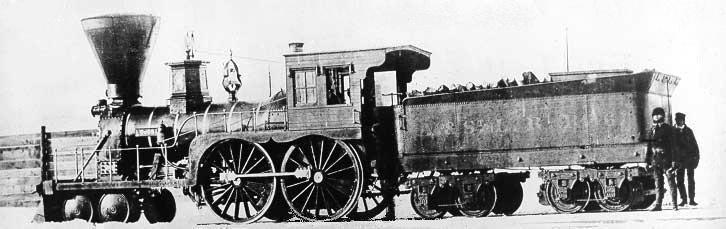
車軸配置 4-4-0の機関車 (アメリカン型)

ジャービスの開発した先台車を使用する車軸配置 4-2-0の機関車はアメリカ中に広まったが、牽引力が不足するという不満があり、動軸をもう1つ増やした、車軸配置 4-4-0の機関車にすることが考えられた。1836年にフィラデルフィア・ジャーマンタウン・アンド・ノーリスタウン鉄道の技師長であるヘンリー・R・キャンベルが考案して、翌1837年に実際の機関車が完成した。しかしこの機関車には脱線しやすいという欠点があった。これに対して、ガレット・イーストウィックとジョセフ・ハリソンが1838年に製作した機関車では、動軸の上にイコライザー（釣り合い梁）を取り付けて重量バランスを取り、3点支持とする工夫が入っていた。これにより脱線の確率は大幅に減少し、機関車の性能も向上した。この車軸配置 4-4-0の機関車は「アメリカン型」と呼ばれ、これもまたアメリカ中に広まることになった。
イギリスでは、独立した機関車メーカーも存在していたが、鉄道会社が社内の工場で機関車を製造する例も多かった。これに対してアメリカでは、当初から鉄道会社と機関車メーカーが分かれ、ボールドウィン・ロコモティブ・ワークスのように大きな機関車メーカーが発展した。アメリカで機関車を内製していたのは、ロアノーク工場で製造していたノーフォーク・アンド・ウェスタン鉄道のように例外的な存在である。
また、ヨーロッパでは機関車の台枠として板台枠が主流であったが、アメリカでは棒台枠が主流となるなど、技術的に異なる面が見られた。
アメリカで開発された先台車やイコライザーといった機関車技術の革新は、やがてヨーロッパにもフィードバックされてさらなる蒸気機関車の発展をもたらすことになった。

## 蒸気機関車技術の発展

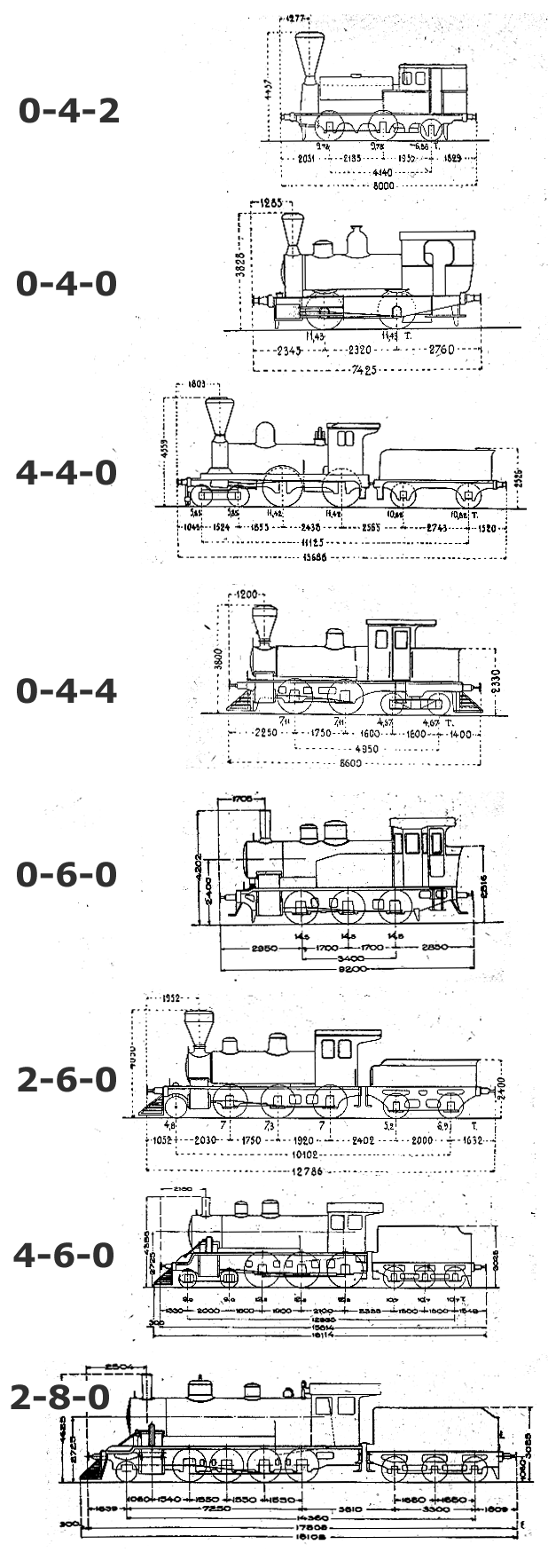
蒸気機関車の車軸配置

ジョージ・スチーブンソンは、馬車鉄道の延長で4 フィート 8.5 インチ (1,435 mm) の標準軌を定めた。しかし満足な機関車を造るためにはこれでは不足であるとの主張もあった。イザムバード・キングダム・ブルネルは、グレート・ウェスタン鉄道の建設に際して7 フィート 0.25 インチ (2,140 mm) の広軌を採用した。これにより、当時の工作精度でも余裕を持って機関車を製造することができ、安定して高速走行をすることも可能になった。こうして標準軌対広軌の「軌間戦争」が勃発した。
広軌の機関車は確かに技術的に優れており、高速性能でも牽引性能でも優秀であった。しかし、既に標準軌の鉄道網は大きく延びており、標準軌と広軌が接続する地点で乗り換えをしなければならず、貨物の積み替えをしなければならない手間に対する苦情は、常に少数派の広軌の側に持ち込まれた。技術的には優れていても、経済的・現実的な問題により広軌は軌間戦争に敗北することになり、ブルネル亡き後のグレート・ウェスタン鉄道でも標準軌への改軌が進められていった。最終的には1892年5月20日、広軌の蒸気機関車「グレート・ブリテン号」が牽引する、ロンドンパディントン駅を10時15分に出発するペンザンス行き急行「コーニッシュマン号」を最後に、わずか2日間という速度で改軌工事が行われて最後の広軌の線路はイギリスから消滅した。
一方この頃、逆に狭軌の鉄道技術の開発も行われていた。蒸気機関車を実用的に動かすためには標準軌が最小であると当初は考えられていたが、やがて建設費を抑えたいという要求から狭軌が開発された。世界で最初の実用狭軌鉄道は、ベルギーのアントウェルペンとセントニコルスの間に1844年11月に開通した。軌間は3 フィート9 インチをメートル法に丸めた1,100 mmであった。またノルウェーでは3 フィート 6 インチ (1,067 mm) の狭軌鉄道が開通し、これは日本やオーストラリア、ニュージーランド、南アフリカなどに影響することになった。ただしベルギーやノルウェーではその後標準軌に改軌されている。狭軌は建設費を安く抑えられるため、山がちな国や発展途上国、植民地などで広く採用されることになった。
工作精度の低い時代には、ピストンや車輪を高速回転させることができず、低い回転数で高い速度を出すためには大きな動輪を必要とした。このため、1軸の動輪を極端に大きく作った「シングルドライバー型」 (single driver) が発展していった。しかし動輪の大型化には限界があり、また1軸のみの動輪では牽引力が不足するため、やがて新しい形式の機関車が開発されていった。
新形式は、主に車軸の数を増やしていく方向で発展した。そしてその発展は主にアメリカが牽引していた。初期には貧弱な線路に対応するために機関車技術を発展させていたが、やがてアメリカの線路は世界でも最高レベルの規格のものへ改良されていき、その中で世界最大クラスの蒸気機関車が用いられるようになっていった。その過程で新しい車軸配置の機関車が次々に投入され、4-6-0「テンホイラー」（Ten-Wheeler、1854年）、2-6-0「モーガル」（Mogul、1860年）、2-8-0「コンソリデーション」（Consolidation、1866年）、2-10-0「デカポッド」（Decapod、1867年）、2-8-2「ミカド」（Mikado、1883年）、4-6-2「パシフィック」（Pacific、1889年）、4-4-2「アトランティック」（Atlantic、1894年）と発展していった。
ボイラーでの蒸気発生量を増やすためには、火室を広げて石炭を燃やす面積を増やす必要がある。このために動輪の後ろに従輪を取り付けて火室を後ろに広げた形式が考えられた。これが車軸配置2-8-2の「ミカド」である。ミカド型の最初の機関車は1883年に造られていたが、これは火室を広げるための従輪ではなかった。火室を広げるために従輪を取り付けるという本来のミカド型の発想によって造られた最初の機関車は、日本鉄道向けにボールドウィンが1897年に製作した9700形で、日本向けであることから天皇の別称から「ミカド」の名前がボールドウィンによって付けられた。また4-6-2の「パシフィック型」でも、同様にニュージーランド向けの1902年製造の機関車で火室の増大が図られ、こうした狭軌鉄道向けの機関車から広火室が本格的に始められた。
弁装置は、蒸気機関のシリンダーに蒸気を供給し排出するタイミングを制御し、前進と後進を切り替えたりカットオフを制御して蒸気を節約したりするための装置である。初期の機関車にはスチーブンソンが考案したスチーブンソン式弁装置が用いられていた。1844年にベルギー国鉄の技師ワルシャート (Egide Walschaerts) はワルシャート式弁装置を考案した。ドイツのホイジンガー (Heusinger) が改良したため、ホイジンガー式とも呼ばれる。この弁装置はその優秀性から広まり、その後蒸気機関車の時代の終焉まで用いられ続ける装置となった。一方でアメリカにおいては広大な大地を長距離に渡って走行し、その間満足な整備ができないという事情から、摺動部分がなく整備の手間が少ないベーカー式弁装置が開発されて普及した。
蒸気機関車ではボイラーで蒸気を作ってシリンダーへ供給している。蒸気は、液体の水から沸騰させて作った段階ではまだ多量の水分を含んでおり、飽和蒸気と呼ばれる。これをさらに加熱して水分を完全に蒸気に変換して温度を上げたものは過熱蒸気と呼ばれる。過熱蒸気を使った方がより効率がよくなるということから、蒸気機関車でも過熱蒸気を使う取り組みは行われてきた。最初に取り組んだのは1852年のロンドン・アンド・ノース・ウェスタン鉄道の技師マッコーネルであり、さらに欧米各国で様々な実験が試みられたがうまくいかなかった。初めて成功したのはドイツのヴィルヘルム・シュミット (Wilhelm Schmidt) で1891年のことであった。さらにベルギー国鉄の技師長J.B.フラムの助言で、煙管内に過熱管を引き回す構成を1901年に完成させ、シュミット式過熱蒸気のシステムはたちまち全世界の蒸気機関車に広まることになった。

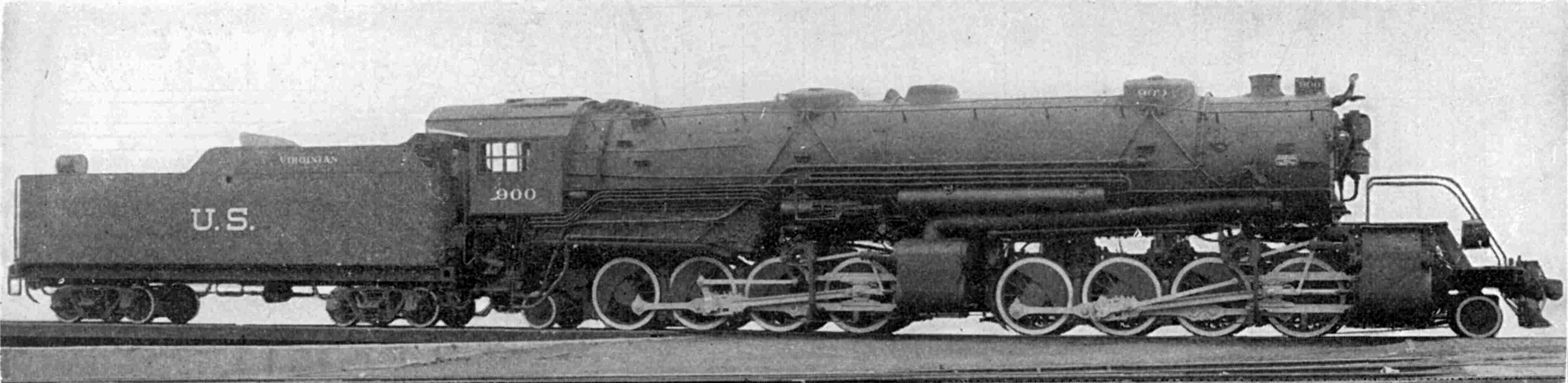
マレー式蒸気機関車

ボイラーで作った蒸気を、高圧シリンダーに先に通し、まだ圧力の残っている高圧シリンダーからの排気を低圧シリンダーに通すという2段階に分けて利用する方式を複式機関車（コンパウンド）という。複式に対して従来の方式は単式（シンプル）という。複式では、蒸気の持つ熱エネルギーを有効に引き出して熱効率を向上することができる。複式の発想も蒸気機関車の歴史の比較的初期からあり、1850年にイギリスのイースタン・カウンティー鉄道のジョン・ニコルソンとジェームス・サムエルソンによって特許が取られている。しかし実用に足る機関車が実際に造られたのは1876年のことで、スイスのアナトール・マレーの設計によるフランスの機関車であった。マレーはさらに工夫を進め、蒸気機関車を2車体連結にし、高圧シリンダーで使った後の蒸気を低圧シリンダーの搭載されている車体に送って使うマレー式機関車を発明した。マレー式を含む複式機関車はしばらく各国で用いられたが、過熱蒸気のシステムが普及するとメリットが薄くなり、操作や保守の不便さからフランスを除いてあまり見られなくなった。フランスでは、精緻な機関車で性能を最大限に引き出そうとする発想から最後まで複式が用いられ続け、小型の機関車でも世界最大のアメリカの機関車に匹敵する出力を実現できるほどに発展した。
世界最大の出力を持つ蒸気機関車として知られるアメリカのビッグボーイもマレー式と呼ばれることがあるが、これは2車体連結ではあるものの複式ではない。

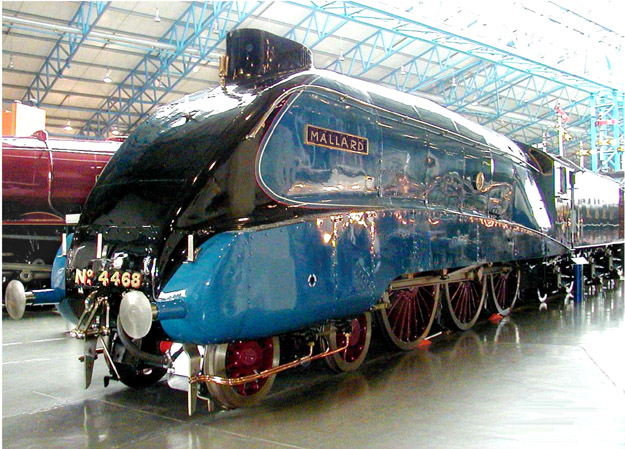
ヨーク鉄道博物館に保存されているマラード号

蒸気機関車のシリンダーの数は、通常左右それぞれに1つずつの2つで、複式の場合高圧と低圧が組み合わせられるため4つになる。イギリスでは4気筒でも単式で燃費向上ではなく同じ車両限界内での出力増大と内外シリンダーの駆動を逆にすることで振動を抑える目的の機関車が開発され、フランスの複式4気筒と共に使われていたが、両者とも大型化が進むにつれクランク車軸がゆがみやすくなる（車軸にクランクが2つあり強度が落ちる）という問題が発生し、中央のクランクを1つにした3シリンダー機の方がクランクウェブの厚みが取れ大馬力化に有利で、トルク変動も2・4気筒が1回転に4回なのに対し3気筒は6回に分散するためトルクのむらが少なく振動が減少するという計算がされたが、てこで外側シリンダーの動きをすぐ内側のシリンダー（位相が逆なので複雑な機構もいらない）で動かせばいい4シリンダーに対し、専用のバルブをつけて中央シリンダーを動かさなければいけないため整備しにくいという欠点があり、改良案としてイギリスのロンドン・アンド・ノース・イースタン鉄道の技師長ナイジェル・グレズリーは、2つの弁装置から延びるてこで3気筒を駆動するグレズリー式連動弁装置を開発して自社の機関車に使用したが、こちらは前方からすぐに保守ができる代わりにこまめに整備しないと中央シリンダーの動きにずれが生じてクランクの損傷につながるので一長一短で、イギリスなど内側シリンダーの整備に慣れていたところでは撤去（専用のバルブをつける）されるなどの改造を受けたものもあった。
こうして発展してきた蒸気機関車は、ロンドン・アンド・ノース・イースタン鉄道のA4形蒸気機関車の1両、4468号機「マラード」 (Mallard) により、1938年7月3日に203 km/hという世界最高速度記録を達成した。これは2008年現在まで破られていない、蒸気機関車の世界最高速度である。この機関車は国立ヨーク鉄道博物館に保存されている。

## 客車の発展
ヨーロッパでは当初の客車は馬車の客室をもとに発展した。これに対して、現代の客車のようにボギー台車を取り付けたボギー車にするという発想は、1821年に既にイギリスで出ていたが、これを実現したのはアメリカでのことであった。これは、急曲線が多いアメリカでは固定車軸のままでは客車を長くすることができないという現実的な問題に対処するためである。ボギー台車式客車についてボルチモア・アンド・オハイオ鉄道のロス・ワイナンズが1834年に特許を出願している。コンパートメントから発想を脱し、中央に通路を配置してその両側に座席を並べる、現代のオープンサルーン客車の原形となるものを考え出し、1840年代のアメリカで一挙に普及した。ヨーロッパでは長くコンパートメントに固執して、オープンサルーンの普及は大きく後れを取ることになり、1870年代になってもボギー台車やオープンサルーンの車両がいかに珍しい物だったか分かる例に、フランスのジュール・ヴェルヌは自分の小説『80日間世界一周』（1873年）内でアメリカの客車（空想科学的なものではない普通の客車）について次のように説明している。
アメリカのオープンサルーン式客車は、この頃アメリカで広く普及していた「川蒸気」の影響が指摘されている。川蒸気は川を航行する蒸気船で、広大で道路網が未発達であったアメリカでは最も一般的な交通手段として、鉄道より先に普及した。川蒸気の船室は、オープンサルーン式の客車と同様に、通路の両側に座席が並び、あるいは寝台が並ぶ構成であった。一部においては、川のない区間を隣の水系へ船を移動させるために、その区間にだけ鉄道を敷いて、分解した川蒸気の船室を貨車に載せて運ぶといったことも行われていた。このことから、自然に川蒸気の船室を模した鉄道の客車が普及したのだと考えられている。また、ヨーロッパに比べて階級差別の少ないアメリカでは、全ての乗客が同じ部屋を共有するという考え方に抵抗がなかったともされている。アメリカの広大な未開拓の原野を進む列車は大洋を行く船舶に例えられ、駅で列車を降りれば宿泊や食事のサービスを期待できたヨーロッパと異なり、全てを列車内で自給自足する必要があった。このことが食堂車や寝台車がアメリカで開発された1つの要因として考えられている。
寝台車は、1836年には既にペンシルベニア州で運行を開始していた。当初は暗く狭い劣悪なサービスのものであったが、ジョージ・プルマンの手により大幅に改良されることになった。1865年に彼は豪華絢爛たるパイオニア号を送り出し、これはエイブラハム・リンカーン大統領の葬送列車に用いられて有名になった。1868年には食堂車も送り出している。
プルマンの設立したプルマン社では、鉄道会社に代わって寝台車や食堂車を所有し、料理人や給仕など関連する要員を雇って、各鉄道会社の列車に連結して運行してもらうという方式で寝台車サービスを展開した。全盛期には、一晩に4万人の利用する巨大ホテルチェーンとなった。客車の蒸気暖房システムの採用（1887年）、ろうそくであった照明をオイルランプ（1873年）、ピンチガスによるガス灯（1891年）へと更新、全鋼製車両の投入（1907年）など、大型客車の快適性と安全性の追求に大きな足跡を残した。
プルマンの大型客車の影響はヨーロッパにも及んだ。食堂車のなかった当時のヨーロッパでは、食事時間に「リフレッシュストップ」という長い停車時間を食堂のある駅で設定することで、車外に出て食事をしていた。しかし独占状態の駅の食堂のサービスは劣悪で、かつ列車の所要時間短縮の障害となっていた。イギリスでは、プルマンから導入した最初の寝台車は1874年、食堂車は1879年のことであった。ヨーロッパではその後国際寝台車会社（ワゴン・リー社）がプルマン社と同様の形態で寝台列車の運行をするようになった。

## ブレーキと連結器
当初の鉄道にはまともなブレーキ装置はなく、編成中に連結された緩急車で、人力でブレーキを掛ける程度であった。これは高速化の障害ともなり、たびたび大事故を引き起こしていた。
動力を用いたブレーキの最初は、スチーブンソンが1833年に開発した蒸気ブレーキであった。ブレーキシリンダーにボイラーから蒸気を送り込んで動作させるものであったが、ブレーキ力を制御するのが難しく、編成全体にブレーキ力を効かせることは困難で、機関車用のブレーキとしてのみ用いられた。さらにシリンダーからの排気管を塞ぐことによりブレーキを掛ける、内燃機関における排気ブレーキに相当する技術も開発されたが、シリンダーが高温になりすぎるなどの問題があった。
また、進行中に弁装置を後進側に切り替えることで、蒸気の力をブレーキ方向に働かせる反圧ブレーキという方法も用いられた。これは弁装置や車輪を焼きつかせるなどの問題があったが、真空ブレーキが開発されるまでは様々な工夫が施されながら用いられた。
より本格的なブレーキとしてノース・イースタン鉄道のJ・R・スミスが真空ブレーキを1874年に開発している。真空ポンプで真空を作り出し、これと大気圧の差でブレーキシリンダーを動作させる仕組みで、列車全体にブレーキを掛ける貫通ブレーキが実用できるようになった。ブレーキ力は大きく向上したが、当初はブレーキ管が破損すると全くブレーキが掛けられなくなる致命的な欠陥があり、1878年にジェームズ・グレーシャムによりブレーキ管に空気が入ってきた時にブレーキが掛かるようにする自動真空ブレーキが開発されて解決された。これはかなり広範囲で使用されるブレーキとなった。
アメリカのジョージ・ウェスティングハウスは、1869年に空気圧によってブレーキを掛ける空気ブレーキを発明した。これはまだ初期の真空ブレーキと同じく、ブレーキ管が外れると全くブレーキが効かなくなる方式のものであったが、1872年にブレーキ管から空気が抜けた時にブレーキが掛かるようにした自動空気ブレーキの特許を取得してこの問題を解決した。真空ブレーキでは大気圧との差の最大1気圧でしかブレーキが掛けられないが、自動空気ブレーキはより高い圧力を掛けることで大きなブレーキ力が得られ、装置も小型化することができるという特徴があった。
連結器についても、当初はねじ式連結器が用いられており、連結作業に際して連結手が車両の間で作業をしなければならず、機関車がオーバーランして連結手が轢かれてしまったり、連結器に手を挟まれたりといった事故が絶えなかった。また連結器の強度にも制限があり列車の長大編成化に制約となっていた。アメリカのイーライ・ジャニーは、連結器同士がぶつかると自動的に連結され、また解放てこを操作するだけで切り離すこともできる、自動連結器を開発して1873年に特許を取得した。
これらの画期的な発明も、すべての車両に一度に導入しなければ効力がなく、導入にとても費用が掛かるということから当初は全く普及しなかった。1893年になって鉄道安全装置法によってジャニー自動連結器とウェスティングハウス自動空気ブレーキの採用が義務付けられ、1900年までにアメリカで運行されるすべての列車に自動連結器と自動空気ブレーキが用いられるようになり、安全性の向上に大きな効果を発揮した。これは、アメリカの鉄道が現代のような巨大なシステムに発展する基礎ともなっている。
自動連結器と自動空気ブレーキの組み合わせは他の国にも波及した。例えば、日本では自動連結器への交換が1925年7月17日（本州）、7月20日（九州）に一斉に行われた。また自動空気ブレーキも1930年からすべての列車で用いられるようになっている。
一方で、ヨーロッパでは自動空気ブレーキは採用されたものの、各国を結ぶ国際列車が複雑に運行され、国家間の調整が必要となる問題があって、自動連結器は2008年現在まで採用されておらず、当初からのねじ式連結器が用いられ続けている。またブレーキについても、真空ブレーキに拘ったイギリスは自動空気ブレーキへの移行が第二次世界大戦後に遅れ、南アフリカやインド、スリランカのように現代に至るまで真空ブレーキを用い続けている国もある。

## 電気鉄道の発明
電力によって鉄道車両を走らせる、電気鉄道の技術は古くから実験されてきており、一番古いものでは1834年にアメリカのデボンポート (Devonport) が走行実験を行ったという記録がある。電池を車体に搭載して走らせたものであるが、初期の電池は振動に弱かったため実用性に乏しかった。
電気鉄道の大きな特徴である、線路側に給電設備を設けてそこから集電して電気車が走行する仕組みは、1850年にアメリカでホール (Hall) が初めて実験している。これは電池を地上において給電していたものであった。電動機の運転中に偶然発電機が見出されるのは1864年のことである。

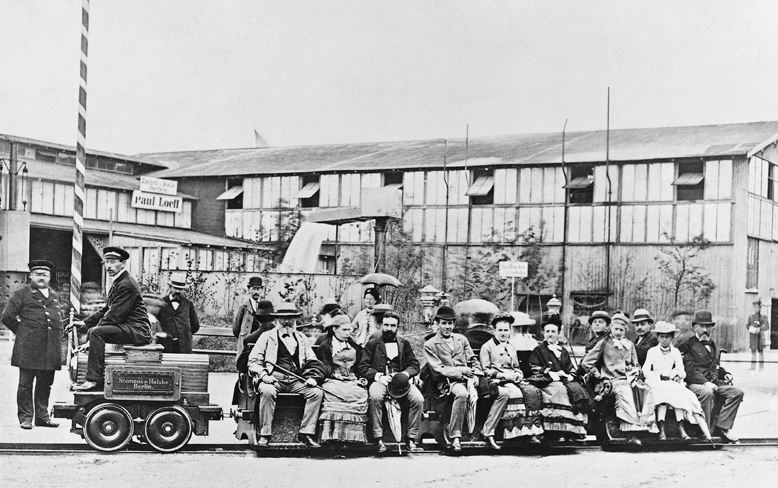
ベルリンの博覧会で走った電気機関車

ドイツのヴェルナー・フォン・ジーメンスは、シーメンス・ハルスケ社 (Siemens Halske) を設立し、1879年のベルリン貿易博覧会会場において電気機関車により3両の客車を牽いて300 mの線路の運転を行った。電圧は直流150 Vで第三軌条による給電であった。さらに1881年にはベルリン郊外のリヒターフェルデ (Lichterfelde) で約2.5 kmの世界初の実用電気鉄道路線を開業させた。直流100 V第三軌条方式であった。

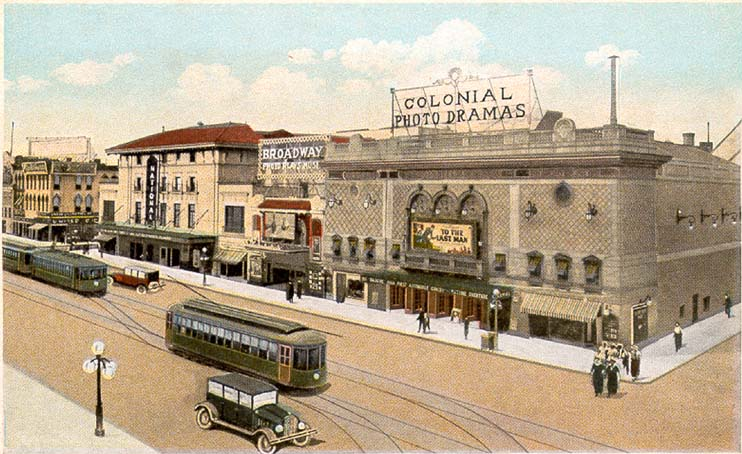
リッチモンドの路面電車

続いて、アメリカのフランク・スプレイグはばねの力を利用して架線から集電するトロリーポールを1880年に発明し、これを利用して1888年にバージニア州リッチモンドに直流500 Vのシステムを用いたリッチモンド・ユニオン旅客鉄道 (Richmond Union Passenger Railway) を敷設した。これは世界で最初の成功した路面電車のシステムとなり、世界中で続々と同様の路面電車が敷設されていくきっかけとなった。またスプレイグは電気鉄道の総括制御の仕組みを発明し、1人の運転士の操作で何両も連結された車両のモーターを一斉に制御することを可能にし、電車を長大編成で連結運転できるようになった。
こうして電気鉄道の歴史は低い電圧の直流電化により始まった。蒸気機関車で運転されてきたロンドン地下鉄は、この時期に電化されている。しかし電圧が低いままでは都市内鉄道のレベルに留まり、都市間の鉄道への発展は難しかった。このことからドイツやスイスを中心に交流電化の技術開発が始められた。

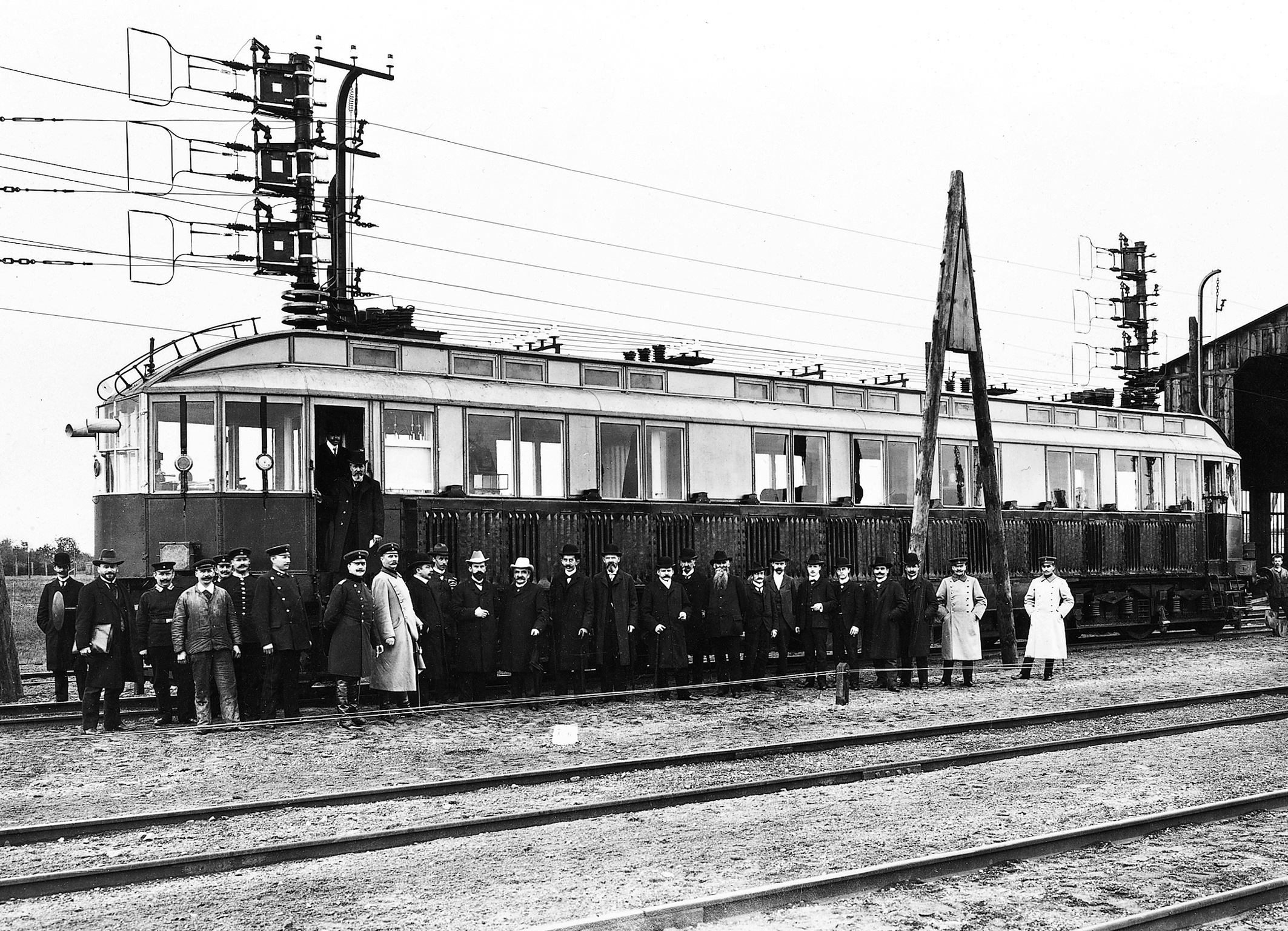
三相交流の高速試験電車

まずは、比較的構造が簡単な交流電動機を使用できる三相交流電化の技術が開発され、スイスのブラウン・ボベリ社（Brown Boveri、後のアセア・ブラウン・ボベリ）が三相交流による電気機関車を1899年に製作して実験を行った。続いて、ドイツのシーメンスとAEGが合同で三相交流による高速試験を行い、1903年10月28日に210.2 km/hを達成している。これはまだ飛行機を手にしていない人類にとって、この世で最も速く移動できる乗り物であった。ライト兄弟がライトフライヤー号で初飛行をするのはこの年の12月17日のことであるが、速度は50 km/hに満たないものであった。三相交流のために複数の架線を張らなければならないという問題から、三相交流電化の技術はシンプロントンネルなど限られた場所に用いられただけで、より高い電圧の直流電化と単相交流電化へ向かうことになった。
低い電圧に留まっていた直流電化の電圧を上げて、2,400 V電化を実現したのはDanplinois鉄道で、1903年のことであった。それに引き続き第一次世界大戦期にアメリカで2,400Vや3,000Vの電化路線が次々に建設された。この時期、弱め界磁制御や高速度遮断器、カルダン駆動方式などが開発されている。イギリスでもランカシャー・アンド・ヨークシャー鉄道で3,600 Vの実験が行われたが成功せず、実用化されたのは1,200 V方式であった。またサザン鉄道での大規模な電化では750 Vと比較的低い電圧が用いられた。
スイスのエリコン社は1907年にゼーバッハ - ヴェッティンゲン間で単相交流50 Hz 15,000 Vの単相交流電化の技術を開発した。これにシーメンス社からの協力を経てレーゲンスドルフ - ヴェッティンゲン間で、現在も用いられているようなカテナリ架線とパンタグラフの組み合わせが用いられるようになった。当初は商用交流をそのまま送電して電動発電機で直流に変換して駆動していたが、16と3分の2 Hzの低周波交流電化により整流子形の直流電動機を駆動する技術が開発された。第一次世界大戦による石炭高騰で列車の大幅運休にまで追い込まれたスイスでは、国防上の理由もあって電化を積極的に進めることになり、スイス国鉄は1945年までに全線がこの方式で電化された。このほかにドイツやオーストリア、ノルウェーなどでこの方式の電化が広く用いられている。
一方、商用交流をそのまま用いる技術も開発が行われ、まずハンガリーの技術者カンドー・カールマーンが主導して1923年と1933年の2回実験を行っている。これは50 Hz 15,000 Vで送電し、機関車内の回転変流機で三相交流に変換して駆動するものであったがうまくいかなかった。1935年にはドイツのヘレンタール線での研究が行われ、50 Hz 20,000Vで送電し、車内では回転変流機で三相交流により交流電動機を駆動するもの、整流器により直流電動機を駆動するもの、そのまま整流子式直流電動機を駆動するものの比較試験が行われ、整流器式が有望であると分かった。ドイツの商用交流による電化技術は、第二次世界大戦後フランスにより接収されてそこで50 Hz 単相25 kV電化として実用化された。この時期、スコット結線変圧器や水銀整流器なども開発されている

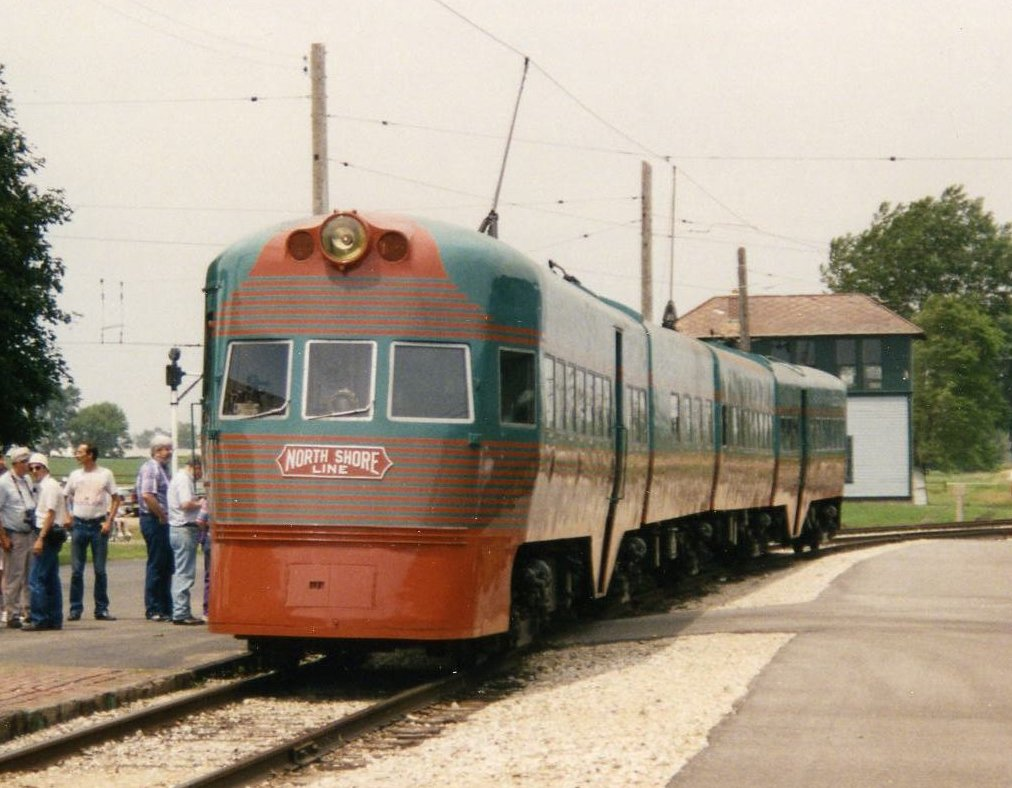
ノース・ショア線のエレクトロライナー

こうして幹線網の電化に用いる技術が開発され、大型の電気機関車が投入されてくる一方で、主にアメリカにおいて路面電車から発展して、都市間を高速電気鉄道で結ぶようにした鉄道網が19世紀末頃から発達し、インターアーバンと呼ばれている。インターアーバンでは、停車駅の数を増やし短い編成の列車を頻繁に運転することで従来の鉄道に対抗しようとした。アメリカでは自動車が普及するにつれて第一次世界大戦後には急速に衰退していったが、インターアーバンの技術と思想は日本に大きな影響をもたらし、関東・関西を中心に私鉄が路線網を張り巡らせて、現代の電車王国を築くひとつのきっかけとなった。

## 内燃動車の開発
ドイツのルドルフ・ディーゼルは、1892年にディーゼルエンジンを発明した。彼が死去する前年の1912年に、世界で最初のディーゼルエンジンによる機関車がドイツのプロイセン邦有鉄道で試作された。船舶用の1,200馬力エンジンをそのまま載せたものであったが、あまり実用性はなかったとされる。1914年にはスイスのスルザーが、200馬力の電気式ディーゼルカーを開発している。
一方この頃、自動車が普及しつつあったアメリカでは、自動車用のガソリンエンジンを用いたガソリン動車が盛んに製作された。ゼネラル・エレクトリックが主に製作し、ガソリンエンジンで発電してその電力で走行する電気式であった。また、フランスのブガッティも1930年代にかなりのガソリン動車を販売した。しかし、鉄道用としては燃費のよいディーゼルエンジンの方が適しており、1920年代以降は主にディーゼル動車の方が普及していった。

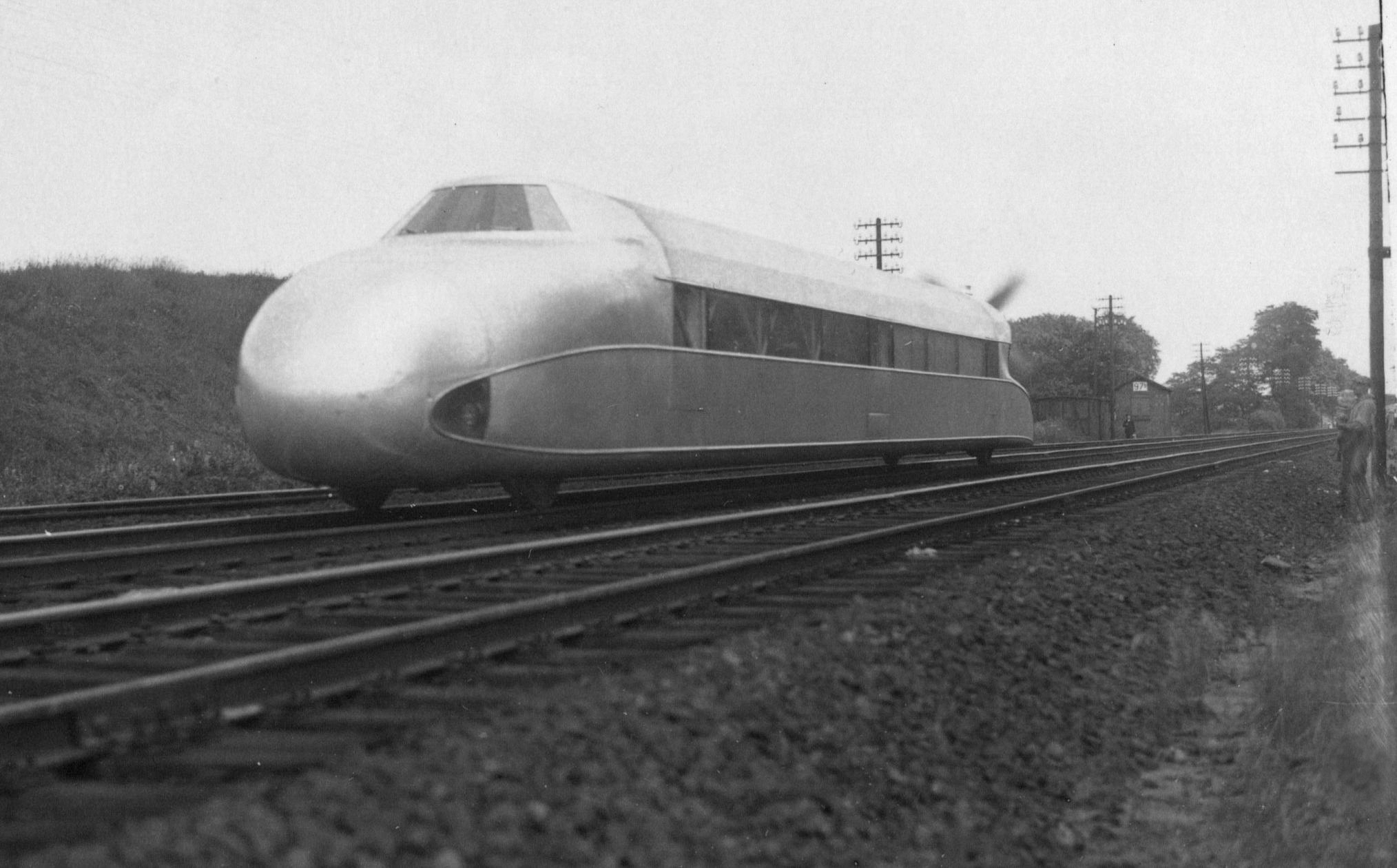
シーネンツェッペリン号

また、飛行機が発明されて使用されるようになったことからプロペラ動力に関心が集まり、鉄道車両をプロペラで駆動する技術の研究がドイツで行われた。600馬力のガソリンエンジンに4枚羽根プロペラを取り付け、17.25 トンの車体に載せて走らせた。この車両はレール上のツェッペリン飛行船という意味で「シーネンツェッペリン号」 (Schienenzeppelin) と名づけられた。1931年6月21日の試運転では、ベルリン - ハンブルク間のテストコース256 kmの区間を98分で走破し、平均速度は154 km/h、最高速度は230 km/hを記録して、これは第二次世界大戦前の鉄道の最高速度記録であった。しかし他の車両と連結して走ることができず不経済で、試運転のみに留まった。

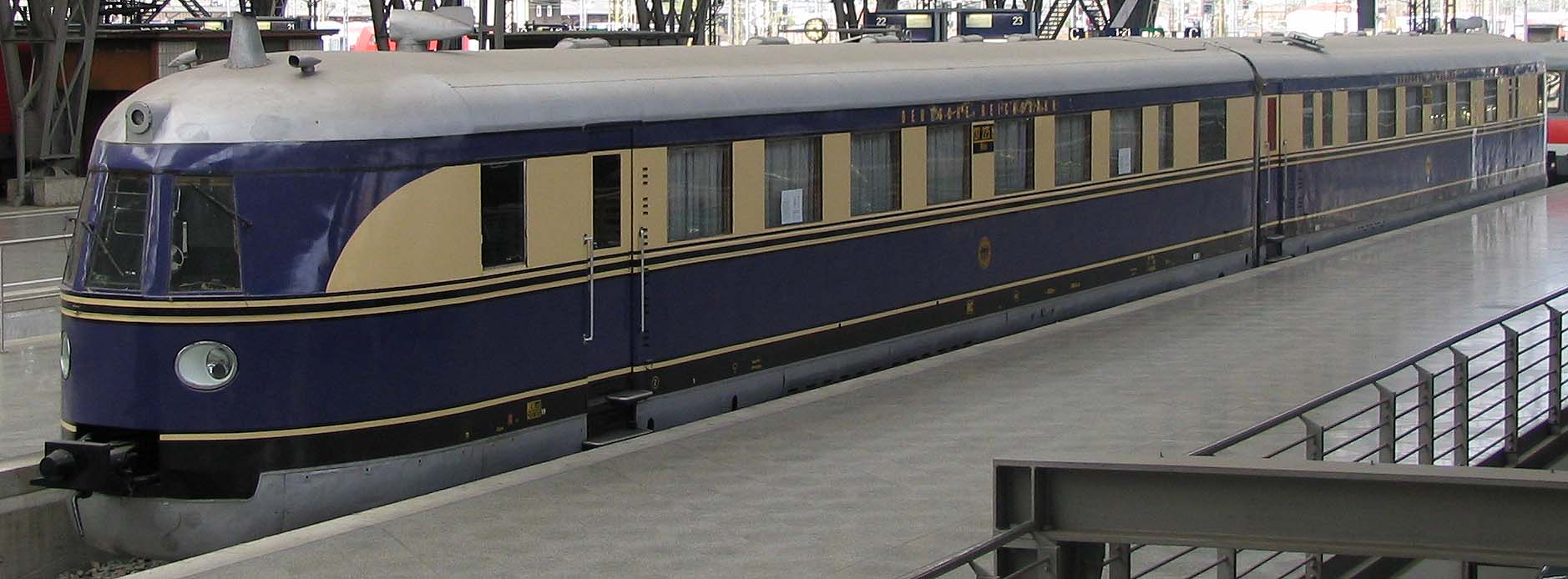
フリーゲンダー・ハンブルガー号

シーネンツェッペリンに続いて、ドイツではディーゼルエンジンを用いた通常の車輪駆動の高速列車に取り組んだ。410馬力のディーゼルエンジンと発電機を搭載し、その電力でモーターを回して走る電気式ディーゼルで、1933年5月15日からベルリン - ハンブルク間で営業運転についた。この列車は「フリーゲンダー・ハンブルガー号」と名づけられ、270 kmの距離を2時間18分で結んだ。平均速度は124.6 km/h、最高速度は160 km/hで、営業運転に用いられる列車としては世界最高速度を達成した。高速性能で乗客から人気を博し、コスト的にも蒸気機関車の牽引する列車より安いことが明らかとなった。ドイツ全土を結ぶディーゼル特急ネットワークが計画されて増備が進められ、その中にはフォイト製トルクコンバータを搭載した液体式のものもあった。この時期、チェコスロバキアではスロヴェンスカー・ストレラ、アメリカではパイオニア・ゼファーなど、同じようにディーゼル駆動の高速列車が運行されるようになった。
アメリカではゼネラルモーターズ傘下のエレクトロ・モーティブ・ディビジョン (EMD) がディーゼル機関車の開発を進め、1930年代には1000馬力級のエンジンを搭載したディーゼル機関車が各鉄道に次第に普及し始めていた。

## 無煙化
第二次世界大戦前の時点で既に電気動力とディーゼル動力は著しい発展を見せ、蒸気動力の立場を侵食し始めていた。大戦中は、比較的余裕のあったアメリカでディーゼル機関車の導入が進んでいた以外はどの国でも電気・ディーゼル動力への取り組みは一旦休止され、旧来の蒸気機関車の性能を極限まで引き出しながら製造に要する資材と工数を極端に切り詰めた戦時設計の機関車が投入された。この例としてドイツ国鉄52形蒸気機関車や国鉄D52形蒸気機関車の例がある。ドイツ国鉄の52形は蒸気機関車として空前の7,000両以上が製造され、その高性能からドイツ占領地に残された機関車が戦後各国で利用されたばかりでなく同形式の車両の追加製造まで行われた。
戦後は、先進各国で蒸気動力を電気動力・ディーゼル動力に置き換える「無煙化」が進められた。日本では1947年、アメリカでは1948年、フランスでは1952年、イギリスでは1953年、西ドイツでは1957年に蒸気機関車の新規開発が打ち切られた。電気・ディーゼル機関車の増産が進められ、既存の蒸気機関車も次々に運用を外れ、保存用に残された蒸気機関車を除けば、アメリカでは1960年、イギリスでは1968年、日本では1976年、西ドイツでは1978年に蒸気機関車が商業的な運行から撤退した。先進国では遅くまで残った南アフリカでも1992年に運行が中止された。
一方、発展途上国では長く蒸気機関車の運行が続き、中国では1980年代まで蒸気機関車の新規の生産が行われていた。しかし中国でも電化・ディーゼル化が進展しつつある状況にある。

## 動力分散と高速鉄道
一方、蒸気機関車を単純に電気機関車・ディーゼル機関車に置き換えるのではない、別の無煙化の道が日本で実施された。日本では、軟弱な地盤の関係もあり線路の制限軸重が厳しく、重量のある機関車を高速走行させることは難しかった。このため、編成全体に動力を配置した動力分散方式を用いた電車・気動車方式を中心として発展させていく方針が採られた。コスト面では動力集中方式に劣ると見込まれたが、運用効率がよいことでカバーできると考えられた。
1950年から、東京 - 沼津間に80系が投入され、湘南電車として運転を開始した。それまで短距離の通勤・通学目的の列車に限定されていた電車が、初めて客車列車を置き換える目的で投入され、120 km以上の長距離を客車列車並みの長大編成で運転されるようになった。車内の設備も客車と遜色がない設備が用意された。
1958年には151系が投入され、東京 - 大阪の電車特急「こだま」として運用を開始した。大戦前のイタリアでETR200型が長距離特急用に開発されていたことに次ぐものである。これにより長距離の優等列車でも電車が積極的に用いられることになった。

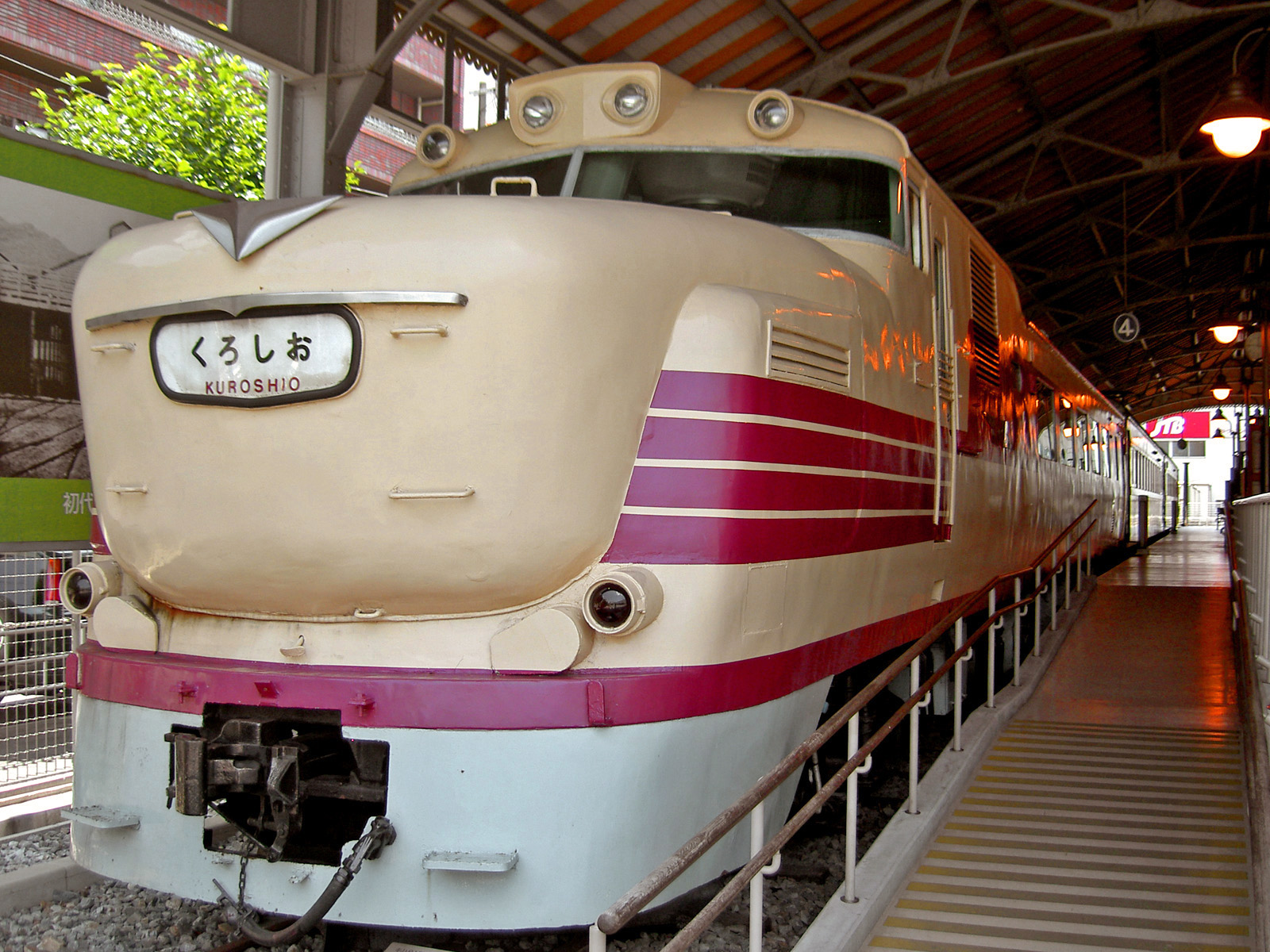
国鉄キハ81形

気動車の面でも開発が進められ、1961年にはキハ81系が投入され、上野 - 青森間に「はつかり」として運転を開始した。これにより、気動車もまた長距離優等列車として用いられるようになった。
こうした動力分散方式の車両開発のひとつの到達点として、1964年に東海道新幹線が世界最初の高速鉄道として開業した。東海道新幹線は、全電動車方式の0系を用いている。200 km/hを超える最高速度での営業運転やその列車本数の多さ、在来線と完全に独立したシステムなど多くの点で世界で初めてで特徴的なものであった。
日本における高速鉄道の成功は、航空機と自動車に押されて鉄道が斜陽化しつつあったヨーロッパに大きな影響を与え、まずフランスで高速化の取り組みが始まり、当初は在来線の列車の200km/h走行から始まって、1981年には新幹線よりも最高速度の速いTGVが開業した。しかしTGVでは動力集中方式が採られ、日本の動力分散方式まではヨーロッパに波及しなかった。1991年にはドイツでICEが運転を開始している。
当初は電車に直流電動機を使用していたため、保守に手間が掛かることがヨーロッパで動力分散方式が嫌われた大きな理由となっていた。しかし1990年代に入りVVVFインバータ制御が実用化されると電車に交流電動機が用いられるようになり、保守の手間はあまり問題とならなくなった。また回生ブレーキの技術が用いられるようになると、さらに動力分散方式が有利となり、ドイツでは2000年にICE 3が電車方式で開発された。動力集中方式に拘っていたフランスでも動力分散方式のAGVが開発されるなど、次第に動力分散方式が普及する傾向になっている。